# Гоггер
Гоггер (нем. Hogguer) — русский баронский род.
Потомство Себастьяна Гоггер, бывшего патрицием города Санкт-Галлена в Швейцарии в 1539 г. Грамотой Шведского Короля Карла XII, от 5 апреля 1714 года, полевой комиссар французской армии Антон и брат его Жан-Жак Гоггер возведены, с нисходящим их потомством, в баронское достоинство Королевства Шведского.
Даниил Гоггер (1722—1793), родственник предыдущих, переселился из Швейцарии в Амстердам, был голландским посланником при Нижнесаксонском округе Св. Римской империи.
Грамотой Шведского Короля Густава III, от 9 декабря 1773 года, на него было распространено баронское достоинство.
Сын его Иоанн Вильгельм (1755—1838) был голландским посланником в России, принял русское подданство в 1810 г. и был курляндским губернатором. Высочайшим повелением, от 25 января 1810 года, курляндскому гражданскому губернатору, действительному статскому советнику Василию Даниловичу Гоггер дозволено пользоваться в России баронским титулом.

## Описание герба
Щит разделён на четыре части посредине находится малый голубого цвета щиток, в коем изображен золотой лев; в первой и четвёртой частях в золотом поле виден до половины чёрный бык с тремя кольцами. Во второй и третьей частях в голубом поле голубь, сидящий на серебряной горе разделённой на трое.
Щит увенчан баронской короной и двумя шлемами с коронами же, на коих находятся с правой стороны бык с кольцами, а с левой золотой лев. Намёт на щите золотой и голубой, подложенный чёрным и серебром. Герб рода Гоггер, иностранных баронов внесён в Часть 10 Общего гербовника дворянских родов Всероссийской империи, стр. 17. Дата обращения: 18 июня 2013. Архивировано 19 июня 2013 года..